# Kássa Gábor
Kássa Gábor (Sátoraljaújhely, 1893. november 22. – Budapest, 1961. május 27.) festőművész
| Kássa Gábor                               | Kássa Gábor                                                                                   |
| Kattints az alábbi külső linkek egyikére! | Kattints az alábbi külső linkek egyikére!                                                     |
| ----------------------------------------- | --------------------------------------------------------------------------------------------- |
| Nem található szabad kép.(?)              |                                                                                               |
| külső link · jogvédett                    | Kássa Gábor önarckép festménye. Kieselbach Galéria és Aukciós Ház.                            |
| külső link · jogvédett                    | Kássa Gábor fénykép. In.: Lévay Zsolt. 100 év – 100 kép az Árpád Gimnázium történetéből. 173. |

## Életpályája
Középiskolái tanulmányait Sopronban végezte. 1911-1916 között a budapesti Képzőművészeti Főiskolán Edvi Illés Aladár és Bosznay István növendéke. Nyaranta a kecskeméti művésztelepen dolgozott, Révész Imre irányításával. A főiskola elvégzése után Sopronba tért vissza, ahol 1919-ben festőiskolát szervezett. 1920-1927 között a zalaegerszegi főreálgimnázium rajztanára. 1922-ben Zalaegerszegen önálló tárlatot rendezett, a következő években rendszeresen szerepelt a városban rendezett kiállításokon. 1925-ben Győrben volt önálló kiállítása. 1926-ban Münchenbe, Nürnbergbe és Hollandiába tett tanulmányutat. Rotterdamban eredményes kiállítást rendezett az út során készült képeiből. 1927-1935 között a győri főreálgimnáziumban tanított. 1935-től Budapestre helyezték, az óbudai Árpád Gimnáziumban tanított. 1937-ben a budapesti Műcsarnokban volt gyűjteményes kiállítása.

## Festészete
Rendkívül aktív, termékeny művész, kiváló akvarellista volt. Előszeretettel festett győri, majd óbudai városrészleteket, valamint balatoni tájképeket. Rendszeresen szerepelt csoportos tárlatokon, nem csupán itthon, de határainkon túl is. Művei rendszeresen felbukkannak a műkereskedelemben.

## Díjai
1935    Balatoni ezüstérem
1939    Zala-érem
1940    Halmos Izidor életkép-díj
1943    Állami Akvarell-díj
?          Esterházy-díj

## Művei közgyűjteményekben
Göcseji Múzeum, Zalaegerszeg
Magyar Nemzeti Galéria, Budapest
Xantus János Múzeum Győr